# Deudocracia
Deudocracia (en griego Χρεοκρατία, Jreokratía; en inglés Debtocracy) es un documental griego de 2011 dirigido por los periodistas griegos Katerina Kitidi y Aris Chatzistefanou.

## Título
El equipo de producción define "Deudocracia" como la condición por la cual Grecia se vio atrapada por su deuda. De manera análoga a la formación del término democracia a partir de "δήμος" (pueblo) y "κράτος" (poder), chreokratía se forma a partir de "χρέος" (deuda) y "κράτος".

## Argumento
El documental trata sobre la crisis financiera global iniciada en 2008, la Crisis de la deuda soberana en Grecia, el contexto europeo de la crisis del euro en 2010, los antecedentes en otros países y las posibles soluciones que podrían resolver el problema que no están siendo consideradas por el gobierno del país griego y estarían radicalmente alejadas de las medidas impuestas por la Comisión Europea, el Fondo Monetario Internacional y el Banco Central Europeo: realización de auditorías sobre la deuda, calificación de la misma -deuda odiosa y deuda externa legal-, responsabilidad en la contratación de créditos, anulación de la deuda, etc.
El documental se ha distribuido en línea bajo una licencia Creative Commons CC-by-sa 3.0 a partir del 6 de abril de 2011. La producción ha dicho no tener ningún interés en la explotación comercial del proyecto. El documental se encuentra disponible en griego e inglés. Según la producción, medio millón de personas vio el documental en los primeros cinco días de su lanzamiento.

## Catastroika (2012)
En abril de 2012, el mismo equipo que realizó Debtocracy, tras un proceso de micromecenazgo para su financiación, presentaba su nuevo trabajo sobre los procesos de privatización de los activos de los estados, el documental: Catastroika.